# Tempi dispari
Tempi dispari è il secondo album in studio del gruppo musicale New Trolls Atomic System, pubblicato nel 1974 dalla Magma.

## Descrizione
È costituito da due lunghi pezzi jazz caratterizzati dalla presenza di tempi dispari, da cui il titolo. Al suo interno, la copertina del disco recava la dicitura: «Questo long-playing è stato registrato dal vivo durante un concerto al Teatro Alcione di Genova». In realtà la registrazione del concerto in questione si rivelò di qualità sonora scarsa e pertanto i cinque decisero di reincidere l'album interamente in studio, seppure in presa diretta.
Benché la formazione che registrò l'album fosse la stessa del precedente N.T. Atomic System, la copertina e l'etichetta del disco in vinile recavano scritto semplicemente: «New Trolls» e il gruppo effettivamente si riunì poco dopo con il nome originario, anche alla luce dello scarso successo di vendite e di critica di questo disco.

## Tracce
1. 7/4 (settequarti) – 16:18
2. 13/8 (trediciottavi) – 15:41

## Formazione
- Vittorio De Scalzi – chitarra elettrica, flauto, tastiera
- Giorgio D'Adamo – basso
- Renato Rosset – tastiera
- Tullio De Piscopo – batteria
- Giorgio Baiocco – sassofono, flauto